# Нижняя Ентала
Нижняя Ентала — село в Кичменгско-Городецком районе Вологодской области.
Входит в состав Енангского сельского поселения, с точки зрения административно-территориального деления — центр Нижнеентальского сельсовета.
Расстояние до районного центра Кичменгского Городка по автодороге составляет 66 км, до центра муниципального образования Нижнего Енангска по прямой — 13 км. Ближайшие населённые пункты — Анциферово Раменье, Алексеево, Веселая, Брод, Мариевский Выселок, Титовщина, Мякинная.
Население по данным переписи 2002 года — 85 человек (41 мужчина, 44 женщины). Всё население — русские.